# Todos los días son tuyos
Todos los días son tuyos es una película mexicana estrenada en 2007 dirigida por José Luis Gutiérrez Arias y que presenta como su ópera prima después de salir del CUEC (Centro Universitario de Estudios Cinematográficos), escuela que junto con IMCINE ayudaron en la realización y producción de la película.
Para poder realizar la película, el director Gutiérrez, se instaló en el País Vasco durante varios meses, y es debido a su fuerte ética profesional por lo que decide no tomar un punto de vista con respecto al grupo vasco y su relación con España.

## Sinopsis
La historia es un thriller policiaco que ocurre en la Ciudad de México en el que Eliseo, que no es un policía sino un fotógrafo de nota roja, se ve incriminado en el asesinato de su vecina María. María es una inmigrante vasca que tiene nexos con enviados por ETA a México con el objetivo de obtener fondos para sostener al grupo vasco. Las inclinaciones de Eliseo, al que le gustaba e interesaba espiar a María pues planeaba montar una historia periodística, son descubiertas por el agente de la policía Carvajal (Alejandro Camacho) y la rubia (Emma Suárez), una agente del gobierno español enviada para exterminar a los vascos que han emigrado de Europa.

## Reparto y personajes
- Alejandro Camacho, como Carvajal

Es un policía duro al que no le importa ser corrupto para resolver sus casos. Es el encargado de investigar los asesinatos de los etarras.
- Mario Oliver, como Eliseo

Es un fotógrafo de nota roja que vive enamorado de su vecina y a la cual espía en parte por sus sentimientos y en parte porque sabe que algo secreto ocurre en su departamento. Por todos los indicios de que espía a su vecina, cuando ésta desaparece se encuentra incriminado.
- Emma Suárez, como La Rubia

Es una corrupta oficial española enviada a México para cooperar con las autoridades locales en lo referente a los asesinatos de los miembros de la ETA. Secretamente también tiene la misión de eliminar a los etarras.
- Mariannela Cataño, como Ana

Es la novia de Eliseo. Está enamorada de él y servirá como cebo cuando La Rubia obligue a Eliseo a entregarse.